# 亀吉 (旭川市)
亀吉（かめきち）は、北海道旭川市の地名。1条～3条及び1丁目～3丁目までに分かれる。

## 概要
石狩川及び忠別川に挟まれた土地で、当地のすぐ西側で2つの川が合流する。また町の南東には国道12号が、北東には函館本線が通り、隣町との境界線ともなっている。
上川地方で最初に和人が定住した土地。
基本的には住宅街だが、国道沿いには自動車ディーラーやコンビニエンスストアが並ぶほか、川の合流点近くには亀吉雨水ポンプ場が存在する。
- 人口：1,027人（2017年9月1日現在[1]）
- 世帯数：619世帯（同上[1]）

## 歴史
現在の忠和、亀吉、曙にかけての石狩川、忠別川、美瑛川の合流する一帯は、忠別太と呼ばれていた。忠別太は、アイヌ語で太陽・川を意味するチュプペッに河口を意味するプトを合わせたアイヌの地名から来ている。忠別太には古来アイヌの人々が住んでいた。
亀吉の歴史は、1877年（明治10年）に雑貨商の鈴木亀蔵が和人として初めて定住したことに始まる。元々鈴木亀蔵は、交易の為に上川の地を訪れていたが、その後アイヌの妻(イアンパヌ)を娶り忠別太の中州に草小屋を建て定住した。当地の名称である「亀吉」は、亀蔵の事をアイヌが「カメキチ」と呼んだ事による。このため町内の亀吉公園には、現在も「鈴木亀蔵居住の地の碑」が設けられている。札幌から忠別太までの上川道路が開通し、上川郡旭川村が誕生し、人々が移住し始めるようになったのはそれから13年後の1890年(明治23年)。
また、当時は現在の亀吉と曙の間は川（亀吉川）によって分断されており、現在の亀吉にあたる場所は亀吉島という島であった。
昭和20年代までは住居が点在する以外はほぼ農地という状態だったが、昭和30年代に入り急速に住宅地化が進んだこと、また1958年（昭和33年）に亀吉下水終末処理場が着工、1962年（昭和37年）に供用を開始したこと、さらに国道12号の整備計画も浮上したことから、1962年から1970年（昭和45年）にかけて大規模な区画整理事業を実施。さらに1969年（昭和44年）には旭川大橋が開通し、忠和・神居方面との交通が大きく改善した。
旭川大橋の開通した翌年1970年(昭和45年)、株式会社ダイカが亀吉2条2丁目に旭川市内へのアクセスと札幌から国道で市内に入る入り口という営業と配送の両機能を持つ社屋を設置。1971年(昭和46年)、株式会社山田四郎松商店が亀吉2条3丁目に亀吉第一倉庫を建設。ほぼ現在の形となった。なお亀吉下水終末処理場は、敷地が飽和状態になったことや、忠和地区に新たに下水処理センターが設けられたことから、2014年（平成26年）に「亀吉雨水ポンプ場」に用途変更されている。
亀吉2条1丁目に鈴木商店という食料、飲料、菓子などを売る店があったが、前述の鈴木亀蔵との関連は不明。（現在はもうない）

## 交通

### 道路
- 国道12号線

## 公共施設
- 亀吉雨水ポンプ場（旧・亀吉下水終末処理場）
- 亀吉公園
- 亀吉つつじ公園
- 旭川大橋下流右岸広場
- 亀吉の森

緑豊かな公園がいくつもあり子供や犬の散歩には良い。亀吉公園には鈴木亀蔵居住の地の碑がある。

## 関連リンク
- 亀吉・曙土地区画整理事業区域図 https://www.city.asahikawa.hokkaido.jp/500/522/523/524/p004202.html
- 地図と写真でみる旭川歴史探訪 明治23年旭川地図 https://dl.ndl.go.jp/pid/9571279/1/22